# أكيهيسأ نيشيدا
أكيهيسأ نيشيدا (باليابانية: 西田明央؛ بالكانا: にしだ あきひさ) هو لاعب كرة قاعدة ياباني، ولد في 28 أبريل 1992 في كيوتو في اليابان.

## وصلات خارجية
- أكيهيسأ نيشيدا على موقع الدوري الياباني لكرة القاعدة (الإنجليزية)
- أكيهيسأ نيشيدا على موقعبيزبول رفرنس.كوم (الدوري الثانوي) (الإنجليزية)